# Дуб черешчатий (Гола Пристань)
Дуб черешчатий — ботанічна пам'ятка природи місцевого значення. Об'єкт розташований на території Голої Пристані Херсонської області, вул. Маркса,10.
Площа — 0 га, статус отриманий у 1999 році.